# Permette? Alberto Sordi
Permette? Alberto Sordi è un film per la televisione biografico del 2020 diretto da Luca Manfredi.
Il film narra vent'anni della vita di Alberto Sordi, dal 1937 al 1957, dagli esordi alla celebrità, ripercorrendo le amicizie, gli amori e la sua carriera; la pellicola è una delle iniziative programmate per il centenario della nascita dell'attore romano.

## Trama
Alberto Sordi viene licenziato dall'hotel in cui lavora come usciere a Milano perché secondo il direttore avrebbe importunato Vittorio De Sica e si sarebbe presentato in ritardo più di una volta. Poco dopo viene espulso dall'Accademia dei filodrammatici a causa del suo accento romano e torna così a Roma. Trova lavoro come comparsa a Cinecittà apparendo nel film kolossal Scipione l'Africano in un ruolo da generico di un soldato romano (1937). Successivamente vince un provino per il doppiaggio di Oliver Hardy, della coppia Stanlio e Ollio, debutta a teatro nella compagnia di Aldo Fabrizi ed inizia a lavorare nei varietà e per la radio venendo notato anche da De Sica che prima lo aveva snobbato e che gli proporrà la trasposizione cinematografica di uno dei suoi personaggi in Mamma mia, che impressione!, il suo primo film da protagonista assoluto (1951). In quegli anni Sordi farà amicizia con l'altro esordiente Federico Fellini, che segnerà l'inizio della sua celebrità, avrà una relazione con Andreina Pagnani, di 15 anni più grande di lui, e affronterà la morte dei genitori rimanendo addolorato soprattutto per la perdita della cara mamma.

## Distribuzione
Il film è stato distribuito come evento speciale nelle sale cinematografiche italiane nei soli giorni 24, 25 e 26 febbraio 2020 per poi essere trasmesso in prima serata su Rai Uno il 24 marzo 2020.

## Ascolti
Alla prima visione televisiva, il film ha totalizzato 4.226.000 telespettatori, pari al 15,1% di share.

## Casi mediatici
Il cugino di Sordi, Igor Righetti, critica il film in ogni suo aspetto, dichiarando al Corriere della Sera:
(Igor Righetti)